# Kommodor

Gradbeteckningen för en finländsk kommodor.

Kommodor är en sjömilitär tjänstegrad vilken används eller har använts i olika länders flottor. 

## Finland
Kommodor (finska: Kommodori) är en grad i Finlands flotta, som motsvarar kommendör i den svenska. 

## Storbritannien
I den brittiska flottan motsvarar graden Commodore flottiljamiral i den svenska.

## Tyska riket
Under andra världskriget var Kommodore en grad i den tyska flottan närmast under konteramiral.